# Liste der Bodendenkmäler in Künzing
Auf dieser Seite sind die Bodendenkmäler in der niederbayerischen Gemeinde Künzing zusammengestellt. Diese Tabelle ist eine Teilliste der Liste der Bodendenkmäler in Bayern. Grundlage ist die Bayerische Denkmalliste, die auf Basis des Bayerischen Denkmalschutzgesetzes vom 1. Oktober 1973 erstmals erstellt wurde und seither durch das Bayerische Landesamt für Denkmalpflege geführt wird. Die folgenden Angaben ersetzen nicht die rechtsverbindliche Auskunft der Denkmalschutzbehörde.

## Bodendenkmäler in Künzing
| Lage       | Objekt | Akten-Nr.     | Bild |
| ---------- | --- | ------------- | ---- |
| (Standort) | Grabhügel vorgeschichtlicher Zeitstellung. | D-2-7343-0147 |      |
| (Standort) | Grabhügel vorgeschichtlicher Zeitstellung. | D-2-7344-0001 |      |
| (Standort) | Grabhügel vorgeschichtlicher Zeitstellung. | D-2-7344-0002 |      |
| (Standort) | Grabhügel vorgeschichtlicher Zeitstellung. | D-2-7344-0003 |      |
| (Standort) | Grabhügel vorgeschichtlicher Zeitstellung. | D-2-7344-0004 |      |
| (Standort) | Grabhügel vorgeschichtlicher Zeitstellung. | D-2-7344-0005 |      |
| (Standort) | Grabhügel vorgeschichtlicher Zeitstellung. | D-2-7344-0006 |      |
| (Standort) | Grabhügel vorgeschichtlicher Zeitstellung. | D-2-7344-0007 |      |
| (Standort) | Grabhügel vorgeschichtlicher Zeitstellung. | D-2-7344-0008 |      |
| (Standort) | Verebnete Viereckschanze der späten Latènezeit. | D-2-7344-0009 |      |
| (Standort) | Römisches Kastell Quintanis-Künzing und Siedlung der frühen Bronzezeit, der Urnenfelderzeit, der frühen und späten Latènezeit, karolingisch-ottonischer Zeitstellung sowie Körpergräber des frühen Mittelalters. | D-2-7344-0010 |      |
| (Standort) | Südvicus des römischen Kastells Quintanis-Künzing und Brandgräber der mittleren römischen Kaiserzeit. | D-2-7344-0012 |      |
| (Standort) | Westvicus des römischen Kastells Quintanis-Künzing mit Kastellbad sowie Siedlung und Körpergräber des frühen oder älteren Mittelalters. | D-2-7344-0014 |      |
| (Standort) | Reihengräberfeld des frühen Mittelalters sowie Siedlung der Urnenfelderzeit, der Hallstattzeit und der Latènezeit. | D-2-7344-0016 |      |
| (Standort) | Befestigte Siedlung und Kreisgrabenanlage des Mittelneolithikums (Stichbandkeramik/Gruppe Oberlauterbach). | D-2-7344-0017 |      |
| (Standort) | Siedlung des Jungneolithikums (Münchshöfener Kultur). | D-2-7344-0018 |      |
| (Standort) | Siedlung des Altneolithikums (Linearbandkeramik). | D-2-7344-0019 |      |
| (Standort) | Verebnetes Grabenwerk des Jungneolithikums (Altheimer Kultur) sowie Siedlung des Endneolithikums (Glockenbecherkultur) und der Latènezeit. | D-2-7344-0021 |      |
| (Standort) | Siedlung des Mittelneolithikums (Stichbandkeramik/Gruppe Oberlauterbach) und der älteren Urnenfelderzeit. | D-2-7344-0022 |      |
| (Standort) | Siedlung der frühen Bronzezeit, der Hallstattzeit und der frühen Latènezeit. | D-2-7344-0023 |      |
| (Standort) | Reihengräber des frühen Mittelalters. | D-2-7344-0024 |      |
| (Standort) | Reihengräber des frühen Mittelalters. | D-2-7344-0025 |      |
| (Standort) | Siedlung des Spätneolithikums (Chamer Gruppe), der Bronzezeit und der Latènezeit, Ostvicus der römischen Kaiserzeit sowie Brandgräber der späten Bronzezeit und der Urnenfelderzeit. | D-2-7344-0026 |      |
| (Standort) | Siedlung der mittleren bis späten Latènezeit sowie Gewerbeareal des späten Mittelalters oder der frühen Neuzeit. | D-2-7344-0027 |      |
| (Standort) | Burgstall des hohen und späten Mittelalters sowie Körpergräber des frühen Mittelalters. | D-2-7344-0028 |      |
| (Standort) | Siedlung des Altneolithikums (Linearbandkeramik), der frühen Bronzezeit, der späten Hallstatt- bzw. frühen Latènezeit sowie der Latènezeit. | D-2-7344-0030 |      |
| (Standort) | Siedlung der mittleren Bronzezeit. | D-2-7344-0031 |      |
| (Standort) | Siedlung des Jungneolithikums (Münchshöfener Kultur). | D-2-7344-0033 |      |
| (Standort) | Hölzernes Amphitheater der römischen Kaiserzeit. | D-2-7344-0034 |      |
| (Standort) | Siedlung der Hallstattzeit und Latènezeit. | D-2-7344-0035 |      |
| (Standort) | Siedlung des Mittelneolithikums, der Hallstattzeit und der späten Latènezeit sowie Bestattungsplatz der mittleren römischen Kaiserzeit. | D-2-7344-0036 |      |
| (Standort) | Siedlung des Neolithikums. | D-2-7344-0037 |      |
| (Standort) | Körpergräber der Bronzezeit. | D-2-7344-0038 |      |
| (Standort) | Villa rustica der römischen Kaiserzeit. | D-2-7344-0039 |      |
| (Standort) | Siedlung der Bronze- oder Eisenzeit. | D-2-7344-0040 |      |
| (Standort) | Siedlung des Neolithikums, der Urnenfelderzeit und der Latènezeit sowie Bestattungsplatz der Glockenbecherkultur. | D-2-7344-0041 |      |
| (Standort) | Siedlung des Altneolithikums (Linearbandkeramik) und der Bronzezeit. | D-2-7344-0043 |      |
| (Standort) | Siedlung vor- und frühgeschichtlicher Zeitstellung. | D-2-7344-0047 |      |
| (Standort) | Siedlung vor- und frühgeschichtlicher Zeitstellung. | D-2-7344-0048 |      |
| (Standort) | Siedlung vor- und frühgeschichtlicher Zeitstellung. | D-2-7344-0049 |      |
| (Standort) | Siedlung vor- und frühgeschichtlicher Zeitstellung. | D-2-7344-0050 |      |
| (Standort) | Siedlung des Altneolithikums (Linearbandkeramik), der mittleren Bronzezeit sowie Straße der römischen Kaiserzeit (Teilstück der Trasse Künzing-Moos). | D-2-7344-0051 |      |
| (Standort) | Brand- bzw. Körpergräber sowie verebnete Grabhügel vor- und frühgeschichtlicher Zeitstellung. | D-2-7344-0052 |      |
| (Standort) | Verebnetes Grabenwerk und Siedlung vor- und frühgeschichtlicher Zeitstellung. | D-2-7344-0053 |      |
| (Standort) | Siedlung vor- und frühgeschichtlicher Zeitstellung. | D-2-7344-0054 |      |
| (Standort) | Siedlung vor- und frühgeschichtlicher Zeitstellung. | D-2-7344-0057 |      |
| (Standort) | Siedlung vor- und frühgeschichtlicher Zeitstellung. | D-2-7344-0058 |      |
| (Standort) | Siedlung vor- und frühgeschichtlicher Zeitstellung. | D-2-7344-0060 |      |
| (Standort) | Siedlung vor- und frühgeschichtlicher Zeitstellung. | D-2-7344-0062 |      |
| (Standort) | Siedlung der Bronze- oder Urnenfelderzeit, verebnetes Grabenwerk mit Doppelgraben und Siedlung der Hallstattzeit, der frühen Latènezeit sowie der römischen Kaiserzeit. | D-2-7344-0064 |      |
| (Standort) | Siedlung vor- und frühgeschichtlicher Zeitstellung. | D-2-7344-0065 |      |
| (Standort) | Siedlung vor- und frühgeschichtlicher Zeitstellung. | D-2-7344-0066 |      |
| (Standort) | Siedlung vor- und frühgeschichtlicher Zeitstellung. | D-2-7344-0067 |      |
| (Standort) | Verebnete Grabhügel vorgeschichtlicher Zeitstellung. | D-2-7344-0068 |      |
| (Standort) | Verebnetes kreisförmiges Grabenwerk und Siedlung vor- und frühgeschichtlicher Zeitstellung. | D-2-7344-0069 |      |
| (Standort) | Siedlung des Mittelneolithikums (Stichbandkeramik/Gruppe Oberlauterbach), des Endneolithikums (Glockenbecherkultur) sowie der vorgeschichtlichen Metallzeiten, u. a. der Urnenfelderzeit. | D-2-7344-0070 |      |
| (Standort) | Verebnete Gräben eines Grabenwerkes und Siedlung vor- und frühgeschichtlicher Zeitstellung. | D-2-7344-0074 |      |
| (Standort) | Siedlung und verebnetes Grabenwerk mit zwei Gräben vor- und frühgeschichtlicher Zeitstellung sowie Siedlung der römischen Kaiserzeit. | D-2-7344-0075 |      |
| (Standort) | Verebnetes Grabenwerk und Siedlung vor- und frühgeschichtlicher Zeitstellung. | D-2-7344-0076 |      |
| (Standort) | Verebneter Grabhügel vorgeschichtlicher Zeitstellung. | D-2-7344-0077 |      |
| (Standort) | Verebnetes rundovales Grabenwerk vor- und frühgeschichtlicher Zeitstellung. | D-2-7344-0078 |      |
| (Standort) | Verebnetes viereckiges Grabenwerk und Siedlung vor- und frühgeschichtlicher Zeitstellung. | D-2-7344-0079 |      |
| (Standort) | Verebnete Grabhügel vorgeschichtlicher Zeitstellung. | D-2-7344-0080 |      |
| (Standort) | Siedlung vor- und frühgeschichtlicher Zeitstellung. | D-2-7344-0081 |      |
| (Standort) | Siedlung vor- und frühgeschichtlicher Zeitstellung. | D-2-7344-0082 |      |
| (Standort) | Siedlung vor- und frühgeschichtlicher Zeitstellung. | D-2-7344-0083 |      |
| (Standort) | Siedlung vor- und frühgeschichtlicher Zeitstellung. | D-2-7344-0084 |      |
| (Standort) | Siedlung vor- und frühgeschichtlicher Zeitstellung. | D-2-7344-0085 |      |
| (Standort) | Siedlung vor- und frühgeschichtlicher Zeitstellung. | D-2-7344-0086 |      |
| (Standort) | Siedlung und Bestattungsplatz vor- und frühgeschichtlicher Zeitstellung. | D-2-7344-0087 |      |
| (Standort) | Siedlung vor- und frühgeschichtlicher Zeitstellung. | D-2-7344-0088 |      |
| (Standort) | Siedlung vor- und frühgeschichtlicher Zeitstellung. | D-2-7344-0089 |      |
| (Standort) | Siedlung vor- und frühgeschichtlicher Zeitstellung. | D-2-7344-0091 |      |
| (Standort) | Siedlung und verebneter Grabhügel mit Kreisgraben vor- und frühgeschichtlicher Zeitstellung. | D-2-7344-0092 |      |
| (Standort) | Siedlung vor- und frühgeschichtlicher Zeitstellung. | D-2-7344-0093 |      |
| (Standort) | Verebnete Grabhügel bzw. Siedlung vor- und frühgeschichtlicher Zeitstellung. | D-2-7344-0094 |      |
| (Standort) | Siedlung und verebneter Grabhügel vor- und frühgeschichtlicher Zeitstellung. | D-2-7344-0095 |      |
| (Standort) | Siedlung vor- und frühgeschichtlicher Zeitstellung. | D-2-7344-0096 |      |
| (Standort) | Siedlung vor- und frühgeschichtlicher Zeitstellung. | D-2-7344-0097 |      |
| (Standort) | Verebnete Gräben und Siedlung vor- und frühgeschichtlicher Zeitstellung. | D-2-7344-0098 |      |
| (Standort) | Siedlung vor- und frühgeschichtlicher Zeitstellung. | D-2-7344-0100 |      |
| (Standort) | Verebnetes Grabenwerk und Siedlung vor- und frühgeschichtlicher Zeitstellung. | D-2-7344-0103 |      |
| (Standort) | Siedlung der Bronze- oder Urnenfelderzeit und der Latènezeit. | D-2-7344-0104 |      |
| (Standort) | Grabhügel vorgeschichtlicher Zeitstellung, u. a. der Bronzezeit. | D-2-7344-0105 |      |
| (Standort) | Ringwall des frühen Mittelalters. | D-2-7344-0106 |      |
| (Standort) | Station des späten Paläolithikums und des frühen Mesolithikums sowie Siedlung des Neolithikums. | D-2-7344-0293 |      |
| (Standort) | Untertägige mittelalterliche und frühneuzeitliche Befunde im Bereich des Kirchhofes und der katholischen Pfarrkirche St. Laurentius in Künzing. | D-2-7344-0297 |      |
| (Standort) | Untertägige mittelalterliche und frühneuzeitliche Befunde im Bereich der katholischen Kirche St. Jakobus der Ältere in Zeitlarn. | D-2-7344-0301 |      |
| (Standort) | Siedlung des Altneolithikums (Linearbandkeramik), des Mittelneolithikums (Gruppe Oberlauterbach) und des Jungneolithikums (Münchshöfener Kultur). | D-2-7344-0314 |      |
| (Standort) | Untertägige mittelalterliche und frühneuzeitliche Befunde im Bereich der katholischen Kirche St. Johannes der Täufer von Obernberg. | D-2-7344-0318 |      |
| (Standort) | Abgegangene Kapelle der frühen Neuzeit. | D-2-7344-0320 |      |
| (Standort) | Siedlung der Latènezeit. | D-2-7344-0383 |      |
| (Standort) | Siedlung des frühen Mittelalters. | D-2-7344-0398 |      |
| (Standort) | Siedlung der Latènezeit, der römischen Kaiserzeit und des frühen Mittelalters. | D-2-7344-0399 |      |
| (Standort) | Ostvicus des römischen Kastells Quintana-Künzing und Brandgräberfeld der Urnenfelderzeit sowie Gräber der Schnurkeramik, der frühen und späten Bronzezeit, der Hallstattzeit, der Latènezeit, der mittleren und späten römischen Kaiserzeit sowie des frühen Mittelalters und Siedlung vorgeschichtlicher Zeitstellung, u. a. der jüngeren Urnenfelder- und frühen Hallstattzeit, der Latènezeit, der römischen Kaiserzeit sowie des Mittelalters. | D-2-7344-0313 |      |
| (Standort) | Nordwestvicus des römischen Kastells Quintanis-Künzing, Siedlung, Kastell und Körpergräber der späten römischen Kaiserzeit und des frühen Mittelalters, ferner Siedlung des Jungneolithikums (Münchshöfener Kultur), der Bronzezeit, der Urnenfelderzeit und der Hallstattzeit. | D-2-7344-0013 |      |
| (Standort) | Siedlung allgemein vorgeschichtlicher Zeitstellung, u. a. des Neolithikums und der Metallzeiten, der mittleren und späten Bronzezeit bzw. Urnenfelderzeit, der Latènezeit und der römischen Kaiserzeit sowie Bestattungsplatz des Spätneolithikums und der Urnenfelderkultur und ein befestigtes Donauufer bzw. eine Bootslände der späten Bronzezeit.                                                                                             | D-2-7344-0020 |      |